# デルフィニア戦記
『デルフィニア戦記』（デルフィニアせんき）は、茅田砂胡による日本のライトノベル。イラストは沖麻実也が担当している。
ヤングアダルト系ファンタジーのヒット作であり、異世界ファンタジーである。2019年2月時点でシリーズ累計発行部数は335万部を突破している。
本シリーズ終了後の物語として、「スカーレット・ウィザード」シリーズの世界を舞台とする「暁の天使たち」「クラッシュ・ブレイズ」「天使たちの課外活動」シリーズが刊行されている。

## 刊行の経緯
1980年代後半から1990年代にかけ、『キャプテン翼』の二次創作「望園鏡」シリーズとして同人誌上で発表された。物語世界は商業版と同じだが一部の登場人物の名称は『キャプテン翼』の登場人物のものだった。
登場人物名をオリジナルのものに変更し、Tairiku novels（大陸書房）から1992年に「王女グリンダ」シリーズとして『デルフィニアの姫将軍』と『グランディスの白騎士』が刊行された。
大陸書房の倒産により未完のまま打ち切られ、1993年にC★NOVELSファンタジア（中央公論社）で「デルフィニア戦記」として再開し、2021年まで刊行された。「デルフィニア戦記」は2003年から中央公論新社で挿絵のない文庫版が刊行されている。
画集やイメージアルバムも製作された。2017年には舞台化作品が上演された。

## あらすじ
前国王の妾の子であったために、国内の貴族の陰謀によって王位と命を狙われて城を脱出し、追っ手の者たちと単身で戦う若き国王ウォルの前に、異世界から落ちてきたという謎の少女リィが現れ、助太刀をする

## 主な登場人物
声はドラマCDより。変更がある場合、『紅蓮の夢』でのキャスト→CDブックでのキャストの順に記載。

### デルフィニア

#### デルフィニア王家と縁者
リィ（グリンディエタ・ラーデン）
声 - 桑島法子→神田沙也加
稀に見る美貌を持つ、輝く金髪と緑の瞳の少女。物語の当初は13歳、終了時には19歳になっていた。瞳と同じ緑の宝石をはめ込んだ銀環を常に頭に載せている。また、「相棒にもらった」という変幻自在の剣を持つ。超絶的な戦闘力を持つ剣士で、愛馬は「ロアの黒主」である大きな黒馬、グライア。後にデルフィニア王女を経て、王妃となるが、恐ろしく口が悪い上、堅苦しい場やひらひらしたドレスを嫌うため、公式行事にはほとんど出ない。ただし、猫を被ることはうまいので、その場に応じた態度や言葉選びは出来る。普段は、金髪を革紐でまとめ、動きやすい小者のような胴着に上述の剣を帯びた姿でいることが多い。
生まれてから黒い狼（狼人間）の義父に育てられ、自分を狼だと信じていた。そのため一般的な人間とは異なった倫理観をもっており、実際に獣を連想させるような行動をとることもある。またその一般人とは異なった考え方ゆえ、世間体という物が理解できない。その結果、他人のためとはいえ自分本位な考えに走り、周囲を真っ青にさせる騒動を引き起こしたり、他者を平気で怒らせることもある（お気に入りのポーラでさえ、結果的に二回は泣かせている）。
相棒・ルウから渡された指輪を右手中指にはめることを鍵として、異能を発揮する。常識では考えられない身体能力を持ち、夜の森を平気で歩く程に夜目が利き、ある人物が自分の知る誰の血縁かを正確に言い当てたり、毒薬の入ったものを看破するほどに嗅覚が鋭い。
「グリンディエタ」はボンジュイの世界で「白い太陽」の意味。様々な戦い、事件を通じてウォルとは「同盟者」として固い絆で結ばれてゆく。最後にウォルを祝福し、「勝利の女神」として天界（自分の元いた異世界）へと帰って行った。本来の姿は少年である。
『紅蓮の夢』では、本来の世界でシェラとともに家族との休暇を楽しんでいたところ、ある事故に巻き込まれ、その際に何故か飛ばされてきたウォルと再会。ルウの力を借りてウォルをこちらの世界に送り返すも、デルフィニアが戦火に見舞われていると知るや、何も言わなかった同盟者を救うべく、ルウに「王妃」に戻してもらい、シェラやヴァンツァー、レティシアまで引き連れて渡る。
ウォル（ウォル・グリーク・ロウ・デルフィン、ウォリー）
声 - 大川透→日野聡
先代デルフィニア国王ドゥルーワと妾（ポーラ）の息子（庶子）。当初24歳で、終了時は30歳。父親譲りの堂々たる体格と黒髪・黒い瞳を持つ。辺境スーシャの山奥でフェルナン伯爵の子息として育てられる。しかし、ドゥルーワ王が死に、直系の王子王女が次々と不慮の死（何人かはファロットによる暗殺）を遂げたことから、フェルナン伯爵の説得を受け、散々駄々を捏ねた挙句、嫌々とデルフィニア国王として即位。なお、母親は身分が低かったにも拘らず国王の寵愛を受けたことで結果的に王宮から追い出され、事故死に見せかけて殺された。これらの出自から自分の恋愛に若干臆病なところを見せていた（ポーラ・ダルシニをなかなか正式な愛妾にしなかったのは、彼女が自分の母親と同じ道を歩む危険性を孕んでいたせいもある）。
田舎出らしい好ましい人柄でありながら、大陸随一の剣士であり、その政治的手腕も確かなもので、計算の上か素で言っているのか判断しづらい発言も多く、各国の使者や周囲から「煮ても焼いても食えない」「妙（あるいは変）な王様」と評される。
ペールゼンのクーデターによって国を追い出され、一時放浪していたが、国に戻る途中の花畑で敵に襲われ、多勢に無勢の中をリィに救われた。以降、様々な戦い・事件を通じてリィとは「同盟者」として固い絆で結ばれてゆく。リィが人間らしく振舞うために隠している事を知らされて度々驚くが、「自分達とは違う、別の生き物」として認め、王女・王妃としてからもその行動を縛るような真似をほとんどしないため、普段は仲が良い。その体格や性格から「昼寝している牛」「駄熊」と呼ばれる。彼の膝はリィのお気に入りで、よく膝枕にする。リィとの別れでは、断腸の思いながら自分の守るべきもののために生まれ育った世界に残ることを決め、リィと再会を望みながらも別れた。その後、ポーラとの間に息子フェルナンを授かる（のちに5人の子供を持つ）。
『紅蓮の夢』では、本編終了後から10年が経ち、敗色濃厚なパラストとの戦争中、何故かリィの暮らす世界に飛ばされ、少年の姿のリィやシェラ、ルウと再会。更にはリィの家族や『スカーレット・ウィザード』の怪獣夫婦とダイアナにも出会う。
セドリック・フェルナン伯爵
ウォルの義父。デルフィニア北部のスーシャの領主であったが、ウォルの国王就任に当たって後見人となった。その後、ペールゼンの謀略によって投獄され、獄中での拷問が元で死亡する。ウォルが先王の遺児であることを明かしてからは、臣下としての礼節を崩さなかったが、死の間際にその胸中をウォルとリィに明かした。ドラ将軍が閉口するほどの頑固者だが、妙な愛嬌を持っていた人。フルネームは『紅蓮の夢』にて判明。彼の死去で伯爵家が絶えたため、ウォルは長男にフェルナン、次男にセドリックと名付けた。なお治めていたスーシャは直轄領となり、ウォルが信頼している人物に屋敷の管理などを任せている。
ポーラ・ダルシニ
声 - 寺田はるひ
下級貴族の娘。とある晩餐会に一族の代理として参加し、国王ウォルと出会ったのがきっかけで、すったもんだの末にウォルの愛妾となる。可愛らしい印象の女性で、よく栗鼠や小犬に喩えられる。リィのお気に入り。愛妾となってから出会ったナシアスの妹とは友人となり、一緒に買い物に行ったりしたことがある。本編終了間際で懐妊する。生まれた子どもは男児で、名前はフェルナン。その後、『紅蓮の夢』までの10年の間に長女ポーレット、次男セドリック、次女アラベルを授かり、5人目を妊娠中。外伝3巻目『ポーラの戴冠式』収録の書き下ろしにて無事男児を出産。『紅蓮の夢』でのリィの名付けにより、この三男の名は「エドワード」となる。
王妃不在の国王の事実上の妻となって10年経っても謙虚な性格は変わらず、臣下に徹していたが、子どもたちが庶子で王位継承権を持たない状態にあることをよしとしないリィによって起こされた騒動の結果、フェルナンは王妃の養子として継承権を得、自身はウォルの正当な妻として、王妃不在の間は王妃に準ずる扱いを受ける（国王の妻として公務にも出る）、王妃腹心の部下という扱いになった。
シェラ（シェラ・ファロット）
声 - 小林ゆう→村瀬歩
王妃付き女官だが、本当の性別は男。美しい銀髪と紫の瞳の持ち主。元ファロットの暗殺者で、リィを殺すため傍仕えとして王宮に上がるが、暗殺者であることはリィにはバレており、ある一件から「聖霊」と呼ばれる存在（声 - 矢野正明）に里の消滅を知らされ、彼らの命で新たな主をリィと定めるも、最初は暗殺者の掟に従おうとしていた。その後リィに心酔し、その身を守ることを選ぶ。そのため、侍女としての仕事の合間の訓練も欠かさない。
以降リィやウォルの影響を受け、「自分の意思を持たない人形」から脱出し、かつての自分と同じ状況にある里の暗殺者を「目障り」と評して、4対1でもほぼ無傷で相手を倒す技量を身につける。リィがタンガに囚われた際に、度々付け狙ってくるヴァンツァーを仕留めるための囮として髪を切ったため、後半からは少年の従者となった。ルウから「銀の月」と言われるが、それ以前にファロットの聖霊にも「太陽の傍にあるべき月」と言われている。
後にファロット一族の族長になるが、自らファロット一族の幕を閉じることを選ぶ。最後には、リィを迎えに来たルウ、リィと共に、リィの元いた世界に渡った。以降は「神に選ばれた侍女」として、ポーラを筆頭に「シェラさま」と敬称付きで呼ばれている（本人としては不服）。リィやルウと暮らす世界ではルウの力でリィと同じ年頃の少年の姿にしてもらっているが、デルフィニアの窮地を救うべく、ルウに本来の体格に戻してもらい、攻め落とされたマレバに押し込められているサンセベリアの王妃と子どもたちを救出。
ルウ（ルーファス・ラヴィー、ルーファセルミィ・ラーデン）
声 - 立花慎之介→深町寿成
本作品の途中から登場する、リィの相棒。光が当たらずとも星のようにきらめく長い黒髪に深い海のような青い瞳を持つ20歳の青年。リィの剣の師匠で、リィとは利き手が逆で左手で武器を取る。「人間が大嫌いだったリィが気に入った人間」であるが故に、ウォルやバルロ、イヴンといった人間に好感を持つ。
見る人によってその印象は異なり、ポーラは「きれいな天使」と評し、ナシアスの妻・ラティーナは「喋らないはずの樹木が喋っているようで怖い」と評した。なお、レティシアは「どう見ても聖霊なのに、どう見ても生身」と評している。「ルーファセルミィ」は「光と影」の意味。太陽とバランスをとる闇。リィの身に何か起きたときは遠く離れていても感知できる。リィ、シェラと共に元の世界に帰還していった。
『紅蓮の夢』では、ウォルが自分たちの世界に飛ばされたのには何か理由があると思い、ウォルを送り返したあとの陣を使って様子を見ていて、デルフィニアが戦火の中にあることを知る。

#### 貴族・騎士団・宮廷
イヴン（イヴ）
声 - 子安武人→鳥海浩輔
ウォルのスーシャ時代の幼なじみで、タウ山脈の自由民。後にデルフィニア国王親衛隊隊長兼、独立騎兵隊長となる。シェラが少年であることを知る1人。浅黒い肌と粉砂糖をまぶしたような輝きの金髪が特徴。馬が合わないバルロとはよく口げんかをし、“麦わら頭”と呼ばれているが、ルウに“蜂蜜色のお兄さん”と呼ばれる。スーシャの森に住むゲオルグの息子として育ってきたが、実はジルの息子。母親が南方の生まれだったため、顔立ちと肌の色は母譲りらしい。花街の女達の受けも良い色男である。即位以前からウォルを知っているため、バルロやナシアスなど内戦時からの仲間の前では、国王であるウォルを「あの馬鹿」呼ばわりしたりもする。
シャーミアンがシェラの本性を知ってしまった際に止めようとして斬られ、死に掛けるほどの重傷を負うが、リィの「奥の手」に命と左腕を救われる。その後シャーミアンが『押しかけ女房』としてプロポーズした際に、ウォルの陰謀により彼女と婚約する。当初、貴族の名を嫌う彼としてはそれは不本意なことでしかなかったが、スケニアの先住民族との戦いの中で人質として敵陣に赴くと言い張ったシャーミアンに求婚し、結婚。リィが元の世界に帰った後に長男エミールを授かる。『紅蓮の夢』において次男サイラス、長女イヴリンも誕生している。
バルロ（ノラ・バルロ・デル・サヴォア）
声 - 安元洋貴
2歳年下のウォルの従弟で、王座の空白時代には次期国王の最有力候補と見なされていたが、父を通して国王や王子たちを見ているうちに独特の価値観を持っていたため、王冠を固辞し続けていた頑固者でかなりの皮肉屋。突如現れ、王位を継いだウォルを「従兄上（あにうえ）」と呼んで真っ先に忠誠を誓う（ウォルからは「従弟どの」と呼ばれる）。そのため、クーデター中はペールゼン一味によって自分の屋敷に軟禁されていた。
ウォル同様、堂々たる体格の持ち主で、国内随一の力をもつサヴォア公爵にしてティレドン騎士団団長。15歳という異例の若さで叙勲された少年期から騎士団で武勇を見せ、その名は隣国にも知れ渡り、騎士団の用兵は炎に喩えられる（ちなみに、団旗には鷲が描かれている）。
非常に派手な女性関係をもっているが、その火を消すことも上手く後腐れは残さない。中盤でロザモンドとの間に男女の双子を授かる（出産後に挙式）。
ファーストネームであるノラは、サヴォア家の慣習に則って付けられた女性の名前であるため、親しい相手からは常にバルロと呼ばれている。
王冠を望める血筋と立場でありながら固辞し続け、それでいて王冠を使う者の様子を窺っているところから、ルウから“狸寝入りの虎さん”と呼ばれる。
リィが元の世界に帰った後に、過去に性の手ほどきを受けたレヴィン男爵夫人との間にできた庶子のブライスが、母親に連れられてバルロの前に現れる。ナシアスに彼そっくりな息子が生まれてからは、自分がかつてナシアスに鍛えられたように彼を鍛えてやりたくてしょうがないらしい。
ナシアス・ジャンペール
声 - 西田雅一
ラモナ騎士団団長であり、バルロの親友でもあると同時に剣の師匠でもある。バルロやウォルより若干年長で、ボーンズ・ビィという土地の地主一家の出身（父親は一応、卿の称号を許されている）。リィも腕前を認める、"美技"とまで謳われる鮮やかな剣術を誇る。親友のバルロとは異なり、とある事情から女性には奥手である。穏やかな物腰で騙されがちだが、バルロも唸る鋼鉄の意志と守るべき目的の為ならば騎士の面子をも厭わない覚悟を持つ。
叙勲されたのは18歳の時。その前年に出場した騎士団の親善試合で当時12歳のバルロと出会い、ある理由から彼に気に入られて個人的な剣の指導を引き受けることになった。
そのため、コーラル一の郭にあるサヴォア公爵の屋敷に度々出入りすることとなり、サヴォア家の執事・カーサとも面識を持つ。また、バルロの母・アエラに興味をもたれ、一夜の相手にされかかるも、それを察したバルロによって何も知らないまま阻止されたことがある（後日、レヴィン男爵夫人から事実を知らされている）。
肩にかかる金髪と薄い水色の瞳という端麗な容姿の持ち主で、ルウからは“戦うお花さん”と言われる（ちなみに、ラモナ騎士団の団旗は白い百合が描かれている）。直感の鋭いところがあるアランナという妹（フリーセアの商家に嫁ぎ2児の母になっている）がいて、彼女には頭が上がらない（他にも弟妹がいる）。
中盤でラティーナと恋仲になり、紆余曲折の末に結婚した。リィが元の世界に帰った後に、長男エルウィンを授かる。『紅蓮の夢』ではその後、長女ジェラルディンも誕生している。
ガレンス
声 - 藤沼建人
ラモナ騎士団の副団長で巨漢。リィと出会った当初はリィを軽く見ていたが、リィとの立ち合いに敗れた後は、リィの信奉者になる。
大柄で頑丈、かつ騎士団随一の怪力の持ち主で、農民の生まれであるため、元々は先代団長ロビンスの従者の一人だったが、槍一本で多数の敵を蹴散らすことができるほどの力を持っていたことで、20代前半で異例の叙勲を受け、騎士となった（叙勲時期はナシアスより後）。「自分は頭になって判断を下すより、誰かの腕となって行動する方が性に合う」と言って、冷静なナシアスの判断を重視する傾向にある。また、戦場ではナシアスを狙う攻撃を自らの体で受けて庇うことも多い。
ドラ将軍（エミール・ドラ）
声 - 高岡瓶々→白熊寛嗣
正式には伯爵の位を持つが、その実績と自らの性質より将軍と称されるロアの領主。ウォルの義父フェルナン伯爵の親友であり、その歴戦の経歴は前国王であるドゥルーワでさえ目線を同じくして話したと言われるほどである。デルフィニア一の頑固者で、ウォルやリィはその振る舞いからよく雷を落とされる。一人娘のシャーミアンには少々甘い様子。
イヴンのことは、最初は「山賊風情の男」だと思っていたが、中盤で見直し、娘と結婚して伯爵家を継ぐことを望む。リィが元の世界に帰った後に、初孫として男の子を授かる。
『紅蓮の夢』では当初原因不明の病により床に付いていたが、リィが激痛を鎮めたことで回復し、戦に参加する。
アヌア侯爵
デルフィニア近衛兵団司令官。ペールゼン侯爵によるクーデターと、その後の経緯の中で一時的に大隊長だったサングに司令官の座を奪われたが、司令官としての人望は非常に厚く、その後ヘンドリック伯爵が就いたのちに再び司令官となる。
『紅蓮の夢』では病に臥せっていたが、リィの「おまじない」を受けたことで、ドラ将軍ほどの急激な速度ではないものの回復に向かっている。
ヘンドリック伯爵
デルフィニアの有力貴族。槍を取らせての騎馬戦は天下一品の腕前で、内乱当時で既に齢50を越えているにもかかわらずその名声は衰えを知らない。騎馬戦ならリィとも張り合えるほど。アヌア侯爵とは親交が深く、一時的に近衛兵団の司令官も務める。『紅蓮の夢』では既に戦死しており、爵位は息子に受け継がれた。
ルカナン
近衛兵団第一軍第二連隊大隊長だったが、ペールゼンの内乱後は連隊長に出世した。若い頃に北の塔に勤務したことがあり、それが原因でリィとシャーミアンと共に北の塔に囚われたフェルナン伯爵の救出に参加することとなった。それなりに強いらしい。
ブルクス
ドゥルーワ先王の代からその地位にあるデルフィニアの外交官。風采はぱっとしないが、デルフィニア屈指の名外交官である。ペールゼンのクーデターで侍従長に追いやられるが、内乱終息後宰相となる。宰相としての手腕もさることながら、リィやジルのような正体の知れない人物でも、その人格を認めて接する好人物である。かつては旅人などを装って近隣国へ赴き、直接交渉したこともあるということで、リィがタンガに囚われた際は、同盟を促すため自らサンセベリアに赴いた。
めったに態度を崩さないが、リィが「真の魔法街」の出入りを自由にできるようになったと聞かされたとき、腰を抜かした。
カリン
デルフィニア王室の女官長。ブルクスとともにドゥルーワ先王の時代から奥の間を仕切ってきた。ある意味ではウォルよりも城内での発言力は強い。ウォル誕生時は王女付きの女官で、ある事情から里下がりしていた。ウォルの実母・ポーラとは友人関係にあり、たびたび相談に乗っていた。かなり気丈な婦人である。料理の腕もかなりの物。
ラティーナ・ペス（エンドーヴァー子爵夫人。後にジャンペール姓に変わる）
声 - 百々麻子
ウォルの元愛妾。ウォルがスーシャにいた頃に知り合い、婚約していたこともあったが、ウォルの女心の鈍さもあって破綻となる。今は二人とも“昔の事”と割り切っており、親しい友人同士でもある。気取ったところがなく、植物を育てるのが得意で、自分で育てた葡萄で葡萄酒を作ったりもする。
ある事情から未亡人として王宮を訪れ、愛妾となるが、事件終息後愛妾を辞す。2度夫に先立たれている（1度は脳炎で、2度目は馬車にはねられた時の怪我が元で）。それを指して「死神憑き」と自嘲したこともあるが、後にナシアスと結婚し、彼の子どもを産む。頭がよく、本質をきちんと見抜く目は年齢を重ねても健在。
ロザモンド・シリル・ベルミンスター
"西のサヴォア、東のベルミンスター"と並び称される、サヴォア公爵家と並ぶ国内屈指の大貴族であるベルミンスター家公爵（家庭の事情により、甥が成人するまでの間、一時的に爵位を預かるという誓約をしている）。ミドルネームのシリルは英雄の名前であり、父親である先々代の公爵が、第一子として生まれた彼女を当初後継者として見ていたために（後に異母弟が生まれ、爵位はその弟が継いだ。甥はその異母弟の子供である）、武術も叩き込まれて育った男装の麗人であり、女性からの人気をバルロと二分している。中盤ではバルロの子供を妊娠していることが判明。男女の双子を出産した後、バルロと結婚する。
双子の名前は男の子がユーリー・ウルディス、女の子がセーラ・グウィネスという。長男ユーリーはサヴォア公爵家の跡継ぎとして扱われ、長女セーラは甥である次期ベルミンスター公爵の婚約者となる。なお、ウルディスはサヴォア家の慣習に則って付けられた美姫の名前であり、グウィネスは自身を先例としてロザモンドが主張したため付けられた英雄の名前である。
リュミエント卿
ロザモンドの甥にして次期ベルミンスター公爵の少年。『紅蓮の夢』では襲爵して初陣に出ることを願っていたが、彼に一門をまとめる力がまだないというロザモンドの判断により見送られている。なお、彼が襲爵を望んだのは、ロザモンドをベルミンスター家から解放することで、双子が両親を失う可能性を潰せると判断していたためである。
シャーミアン・ドラ
声 - 遠藤綾→伊藤静
ドラ伯爵家の一人娘。はしばみ色の瞳やこぼれるような笑顔の眩しい麗しい少女。動きやすさから男装していることが多い。外見に似合わず、幼い頃より父であるドラ将軍に稽古をつけられており、その辺の一般兵などよりも腕前は勝るほど。ロアの者らしく乗馬にも優れ、小隊を率いて騎士として戦場にも赴き、時としてかなりの無茶もする。
後にイヴンと恋仲となるも相手が貴族になる事を嫌う為、「爵位は私が継ぎます」と宣言し紆余曲折を経て結婚。将来ドラ伯爵となる予定で、リィが元の世界に帰った後に息子を授かる。『紅蓮の夢』では当初病で動けぬ父の代わりにロア衆を率いて参戦していた。
アランナ・セレーザ
ナシアス・ジャンペールの妹。17歳で商人のピサロと結婚してフリーセアに移り住み、2児の母となった。ヴァンツァーと面識がある。結婚をしようとしないナシアスに対してお節介を焼く。後にコーラルに移り住み、王の愛妾のポーラとも親しくなる。
キャリガン・ダルシニ
ポーラ・ダルシニの弟で、ティレドン騎士団の騎士見習い。団長であるバルロを尊敬している。直情的な性格で、いつも何かに飛び込んでは良くも悪くも失敗する。バルロの庶子であり後輩に当たるブレイスとは、境遇が似ていることもあり何かとよく面倒をみる。リィが元の世界に帰った後無事に叙勲され、姉夫婦に子供が生まれた後は「キャリー叔父さま」と懐かれている。
アエラ姫（アエラ・ルシンダ・デル・サヴォア）
ドゥルーワ王の妹にして、バルロの母である公爵夫人。王妹として人々にかしずかれていた頃の権勢を忘れられず、「庶子の国王は認められない」「自分の子の方が王位にふさわしい」と、度々ウォルからの王位簒奪を目論み、顔をあわせる度に彼を慕うバルロを罵る。そのため、バルロとはほぼ絶縁状態にある。中盤でパラストとの密約が発覚したため、密かに終身蟄居を命じられ、サヴォア家の領地にある屋敷に事実上幽閉されることになった。その後もウォルに対し恨みを持ったままで、ある日突然倒れて帰らぬ人となった。その時の状況を聞いたリィは「頭の血管でも切れたかな」と推測している。

### タウ
ジル
タウの自由民。東峰にあるベノアの村の頭目で、他の頭目からも一目置かれる。タンガ・パラストとの戦の後、名義上はタウの領主となる。実は大貴族ベルミンスター家の分家・ベリンジャー家の長男ジョルダン・クレイス・ベリンジャー。ロザモンドの従兄（父方の伯母の子）にあたる。30年ほど前に逐電した。貴族であった過去を捨てており、それに言及されることを好まない。その素性に疑問を持っていたロザモンドから、王宮主催の舞踏会の晩に、亡き母の形見である紅玉の指輪を託された。実は10代中頃に、立ち寄ったロアの剣術大会に飛び入りで参加、優勝し、少年だったドラ将軍やその父である先代伯爵に覚えられていた。
イヴンを高く評価しており、後継者として考えているらしい。彼の実父でもあることが終盤で判明する。後にロムの村のアビーを妻に迎え、リィが元の世界に帰った後に娘を授かる。
なお、彼の実家が保有している領土は国内最大の穀物産地であり、継承者が途絶えていた為長年権利争いが絶えなかったが、ウォルがシャーミアンの結婚祝いに贈ったという事にして彼の息子であるイヴンが継ぐ事になった。
ベネッサ
タウの自由民。西峰にあるロムの村をまとめる頭目で、20人いる頭目たちの紅一点。40代。亡くなった夫が先代の頭目だった（当時自身は副頭目）。気風のいいさっぱりした性格だが、娘・アビーのことになると手が付けられない一面も持つ。自分の眼鏡にかなうタウの男をアビーの婿にし、ロムの村を継がせるのが夢だったが、結局アビーは自分と同世代のジルと結婚してしまう。
マーカス
タウの自由民。東峰にあるソベリンの村の頭目。60歳を過ぎているが絶大な影響力を持つ名頭目。東の長老の一人。
パジャン
タウの自由民。東峰にあるアデルフォの村の頭目。マーカスと同じく60歳を過ぎているが絶大な影響力を持つ。
ビスチェス
タウの自由民。西峰にあるアサンの村の頭目。40代半ばの男。イヴンに従う騎兵隊の一人から、ジルの友人にゲオルグという男がいたらしいという話を聞いたことがある。
ブラン
タウの自由民。西峰にあるツールの村で「組頭」と呼ばれる役職についている。内乱時に、イヴンとともに国王親衛隊（後の独立騎兵隊）として国王軍に合流したメンバーの1人。イヴンよりもずいぶん年上だが、彼を尊敬し従っている。のちに頭目であるアンガスから役職を譲られ、ツールの村の頭目となる。
スレイ
タウの自由民。西峰の北部にあるカジクの村の頭目。作中後半にて、1か月前に奇妙な一行が川を遡り、テバ川を目指して通過していったという情報をジルに持ち込む。
フレッカ
タウの自由民。西峰にあるヌイの村の要職にある。頭目・ゴドーが西の長老であり高齢であるため、月に1度の会議は彼が参加している。
アビー
ベネッサの娘で、非常に勝気な性格をしている。「本物のタウの男とでなきゃ結婚しない」と宣言していたが、後にジルと結婚し、スケニアの先住民族が攻めてきた時にはシャーミアンと意気投合する。「純粋無垢な白なんて柄じゃない」と花嫁衣裳は赤を選んだ。リィが元の世界に帰った後に長女ジョゼットと長男アルベールをもうける。
『紅蓮の夢』には未登場だが、『ポーラの戴冠式』収録の短編に登場し、領主の妻として王宮に出入りすることも多いため、ジルから貴族の作法を教わり、猫を被って貴族婦人と駆け引きをしているが、ジルが「見様見真似」で覚えたというその作法が完璧すぎたことから、彼が貴族の生まれであることに気づいていたり、イヴンが若い頃のジルに似ていることに気づいていたりする（ただしどちらも口には出さない）。

### タンガ
ゾラタス（ゾラタス・ミンゲ）
隣国タンガの国王。峻烈な戦上手。やせている自分の国土では満足できず、金銀山があるタウを持つデルフィニアを狙う。謀略によって偶然にもリィを捕える事に成功するが、この事がルウの怒りを買うことになり、ルウによって腹を貫かれ、重傷の身で戦陣に立つも、リィによって首を刎ねられることになる。ルウ曰く「いい男」。
ナジェック（ナジェック・ユンク）
ゾラタスの嫡子。リィに痛い目に遭わされ、それを深く恨んでいる。勇猛な騎士だが、自己中心的な性格で考えも足りず、度々デルフィニアに翻弄される。その気性から父であるゾラタスには大して期待されていないが、本人はそれが何故だかわかっていない。捕えたリィを辱めようとするが、リィの逆鱗に触れ、耳を噛み千切られた上に脱出を許し、更にデルフィニア軍の侵攻に対し篭城戦で迎え撃つも、リィの挑発に乗って出陣し大敗。自身も首を刎ねられるという末路を迎えた。かなりの女好き。
ビーパス（ビーパス・ラング）
ナジェックの弟で年齢はリィと同じ。後のタンガ国王。若いが、しっかりした考えを持つ聡明な少年。しかし、戦を嫌う姿勢故に周囲からはうつけ者扱いされていた。
『紅蓮の夢』ではパラストについた自国の貴族たちの反乱により王城の塔に妻子と引き離されて軟禁されていたが、リィによって全員救出され、信頼できる貴族のもとに身を寄せたのち、リィの手を借りつつ反乱を収めた。その借りを返すべく、デルフィニアを救うため戦場へ出る。
王妃の名はルシアンナ、息子2人の名はクルトとレオナルトであることが明かされており、『ポーラの戴冠式』収録の短編では娘2人の名がリューディアとシャルロッテであることが明かされる。

### パラスト
オーロン
隣国パラストの国王。目的の為にならば身内すら平然と犠牲にする傍ら、決して自らに悪評を及ぼさないように行動するため「大狸」と喩えられる。タンガと同様、デルフィニアの国土を狙うが、リィによって阻まれると、リィの命を最優先に狙おうとする。最後はデルフィニア軍と決戦を行うも、最も恐れていたリィにより降伏を求められ、震えながら降伏する事になる。
『紅蓮の夢』では、突如デルフィニアに宣戦布告し、サンセベリアなど周辺国を従わせて、コーラル付近まで攻め寄せる。その手法は人間の死体を腐らせて作った毒を使った毒矢を用いるなど卑劣で、自身はアエラ姫が最後まで暮らしていた館に引きこもって指示を出している。直接対峙したリィによって、一種の妄執に取り憑かれた結果、死体がゾンビ化して動いていることがわかり、渡ってきたルウと2人がかりで倒される。
ボーシェンク公
オーロンの弟。非常に残忍な性格で、捕虜となったウォルを拷問にかけ、処刑しようとする。デルフィニアの怒りを鎮めるために、オーロンの手によって処刑される。

### サンセベリア
オルテス
パラストの隣国サンセベリアの王弟。20代半ばで、兄とは20歳ほど年が離れている。国益を守るため、パラストの言いなりになっている不甲斐ない兄王に代わって国王になる。その際、ウォルに後ろ盾となってくれるよう依頼した。『紅蓮の夢』では国を守るためオーロン側についており、マレバ砦にいたが、リリアや息子たちがリィの指示を受けたシェラと合流したのを知り、反旗を翻す。
リリア
サンセベリア王妃（もとはオルテスが王子だった頃からの婚約者で幼馴染）。王国の重鎮、ハイオン公爵家の令嬢であり、深窓の佳人。おとなしくおっとりとした性格で、夫である国王オルテスをとても信頼している。年下のリィのことを「グリンディエタ王妃さま」と呼び、他国の王妃として以上に敬意を払っている。『紅蓮の夢』では息子のサティアスとオーレリーと共にマレバにいたが、リィの関係者が現れたら抜け出せるようにと馬車に食料や生活用品を詰めておくなどしていた。
ホーリー・ダルトン
サンセベリアの騎士。オルテスの側近。傭兵あがりのためか、飄々とした性格のためか、一国の王や王妃（リィ）に対しても不遜とも言える態度で接している。ちなみに王女グリンダシリーズの「グランディスの白騎士」にも登場していた。『紅蓮の夢』では彼の息子ヘクターがリリアや王子たちの護衛として登場するが、父親とは違い口下手で無口。

### キルタンサス
カルロス
キルタンサスの総督を務める男。海賊で、一時期流れ者として暮らしていたイヴンの面倒を見たことがある。デルフィニア周辺では賞金首だったりもする。
アンジェリカ
キルタンサス総督の妻で女海賊。海賊時代のイヴンにモーションをかけた過去があり、当人同士の間では既に笑い話になっている。

### スケニア
イゴール
スケニアの先住民族・バルフルの首長。死の海を越えてタウに攻め込み、カジクの村を占領した一派の頭。イヴンの養父・ゲオルグとは、ゲオルグが故郷を出るまでの友人だった。
ベンクの首長・ウルリックに恩があるため、彼の呼びかけに応じて戦いに加わっていたが、捕虜となったウルリックの息子・エランから聞いた話に興味を持ち、イヴンに会ってみる事にした。
血は引かずとも、ゲオルグから様々な要素を引き継いでいたことを確かめ、イヴンをその息子として認めた人物である。
ユージン
スケニアの先住民族・ゴートの首長。死の海を越えてタウに攻め込んだ第二陣の頭。ゲオルグの友人の一人で、イゴール同様、ウルリックに恩があるため戦いに加わった。
ウルリック
スケニアの先住民族・ベンクの首長。東海岸を南下し、キルタンサスの領海にあるレテ島を占拠した一派の頭。ゲオルグの友人の一人で、彼がスーシャに移ってからも故郷の酒を送っていた。
幼い頃に盗みの濡れ衣を着せられ、死刑にされかかったことがあり、その際彼の無実を信じて逃がしてくれた牢番に恩を感じている。そこをファロット伯爵に付け入られ、偽の牢番の息子に騙されてコーラル沖の海戦に加わっていたが、イヴンによって事実を知らされ、態度を一変させてスケニア艦隊を撃破する手伝いをする。
コリウス二世
スケニアの王。寒気の厳しい大陸最北の地から、暖かな南に領土を広げることを目標に、タンガと度々手を組むが、重用しているファロット伯爵以外の家臣たちと共に、なんとも楽天的なことを考えている。

### ファロット一族
レティシア（レティー、レット）
ファロット一族一の腕利き。女性名で小柄だがれっきとした青年。金茶の髪に飴色のくっきりした眼。本当は一族のものではなく、子供のときに「聖霊」に導かれて一族の元へやってきたらしい。よく麝香猫に例えられる。上層部を通さずに聖霊から情報を受け取ることもある（本人曰く「勝手に喋っていくだけ」だそうだが）。リィと互角に勝負できる唯一の人物。ファロットの聖霊には「黒い太陽」と呼ばれる。
痛みを感じる神経が麻痺しているらしく、リィとの戦いの最中に狼に噛まれても「ありゃ」の一言で済ませてしまった。また、その病気のせいか、時々全く動けなくなる。その時に他のファロットから悪意なくつつき回され、「殺そうとしたのと変わらない」と全員を殺したことがある。重傷を負った人間を殺す（安楽死させる）など、人の命を奪う事を何とも思っていない節がある。
リィと戦うことを本気で楽しんでいる節もあり、何度も命がけの戦いを繰り広げるが、最終的にリィに殺される。が、その体はリィに取り込まれ、リィと共に異世界（本来リィが暮らしていた世界）へ渡る。『紅蓮の夢』では後述するヴァンツァーと共に、ルウに呼び出される形で追加戦力としてデルフィニアに一時帰還する。
ヴァンツァー（ヴァッツ）
ファロット一族の腕利き。黒髪に藍色の瞳の青年。レティシアを理解している可能性のある唯一のファロット。シェラと同じ境遇（里を失ったが自殺せずにいる）にあるも、ファロットの呪縛を解くことができずにいる。それゆえに、シェラがファロットの呪縛を解く存在であるのかどうか試すため、彼を狙っていた。タンガ領土のペンツェの村はずれで、シェラの手で殺され、木の下に埋められる。しかしその魂はどういうわけかシェラに取り込まれており、シェラと共に異世界へと渡ることになる。ファロットの聖霊には「新月」と呼ばれる。
フリーセアのレガに所属していた頃に、セレーザ家に嫁いできたアランナ（ナシアスの妹）やセレーザの家長と面識がある。『紅蓮の夢』で戦勝に賑わいを見せるコーラルへ来た際は、アランナに宛てて「今の主人に従って北へ向かうことになった」と手紙を書き、彼の消息をずっと気にしていたアランナを喜ばせる。
モイラ
自分の意思を残して自由に動く「聖霊」の一人。大抵は肉感的な美を持つ、黒髪で妙齢の女性の姿を取るが、腰から下が存在しない。
里を失って苦悩するシェラに「王妃を新たな主とせよ」と命を下した。シェラが異世界に渡る際に、一時的にシェラに宿ってついていった。
ジューディス
自分の意思を残して自由に動く「聖霊」の一人。大抵はおかっぱにそろえた金髪を持つ少女の姿を取るが、首から下が存在しない。
聖霊になる可能性の高いレティシアを気に入ったのか、度々「まだ死なないの？」と問いかける。そのレティシアからは「御嬢」と呼ばれる。モイラと同様、異世界に渡るシェラについていった。
もう一人、老人姿の聖霊（ジューディスから「おじいちゃん」と呼ばれる）がいる。彼はリィにシェラのことを頼むため、リィのいる西離宮まで来たことがある。
ファロット伯爵
スケニアの貴族にしてファロット一族の族長。銀髪に銀にも見える灰色の瞳を持つ。スケニアではあらゆる情報網を駆使して王家に進言し、国を動かしている。元は行者（暗殺者）であり、かなりの実力者。
シェラの父親だが、暗殺者として育てるために里に赤ん坊のシェラを預けたらしい。終盤にシェラと一騎討ちを行い、その結果シェラに討たれた。

## 国名・地名

### アベルドルン大陸
この作品の舞台となっている大陸で、北の大部分を大国スケニア他少数の小国が、中央を大華三国と呼ばれるタンガ・デルフィニア・パラストが、南部をサンセベリア等の多数の小国家群が支配している。
中央以南では北部についての情報が乏しく、地図の出来も曖昧になっている。北部と南部の間には死の海と呼ばれる海があり、大陸を分けていて、南北は中央と呼ばれる地帯でつながっている。この中央をさらに分断する大河・テバ川の周辺には、独立国家であるペンタスの他に、隣接するパラストとデルフィニアのどちらにも属さない小国が存在する。
主にタンガとパラスト等の大国が勢力拡大を狙い戦火が絶えなかったが、最終的にウォル王率いるデルフィニアが両国を制圧し（国自体は滅んでいない）中央は平和を迎えた。

### 死の海
アベルドルン大陸を南北に分けている内海。名前の由来は岸に近いところならばよい漁場となっているが、沖に出ると難破しやすいため。

### デルフィニア王国
作中の主な舞台。「大華三国」の中央に位置する大国。北部のスーシャのさらに北にはタウがそびえ、首都コーラルの背後にもパキラ山がそびえる。三国中、もっとも肥沃な土壌に恵まれ、ポリシア平原という広大な穀倉地帯を持つ（本来の領主はベリンジャー家だが、諸事情でベルミンスター公爵家が治めている）。また、海に近い首都はパキラ山につながる土地を利用した造りであるため、数ある門を閉じれば強固な城砦と化すが、貿易港としても有数で経済力は豊か。国全体が広い平野となっているため、「ラモナ騎士団」「ティレドン騎士団」をはじめとした強力な騎馬軍団を持つ。しかしその反面、海上戦の経験が浅く、海軍自体も国王直属の軍しかいない。

### タウ
大華三国にまたがる山丘地帯周辺を指す。各地で罪を犯した者や故郷を捨てた者が集まり、自らを「自由民」と称して山中に20の村を作って暮らしている（村で生まれ育った者も少なくない）。自由民独自の旗を持ち、王を持たず、三国のいずれにも属さずに独自の統治形態（共和制に近い）を取っていて、全体としての団結力も強い。そのような経緯から「タウ」という言葉は地名にとどまらず、そこに住む自由民たちを指す場合もある。タンガ・パラスト両軍との戦争後、自由を守るため、表向きはデルフィニアの臣下となる（実質の関係は同盟者である）。デルフィニアの国王親衛隊（独立騎兵隊）は彼らで構成される。山中には金鉱脈や銀鉱脈が点在する。

### タンガ王国
「大華三国」の一つでデルフィニアの東に位置する。首都はケイファード。国土の多くが山岳地帯で農業に向いておらず、政情も不安定だったが歴代の王の中でももっとも剛毅であろうゾラタスが王位についた後は一つにまとまり、デルフィニアの肥沃な領地をもぎ取らんと狙っている。
しかし、ゾラタスとナジェックをデルフィニアに討たれたため、ウォルの意向でナジェックの弟・ビーパスが即位、デルフィニアと終戦協定を結んだ。

### パラスト王国
「大華三国」の一つでデルフィニアの西に位置する。首都はアヴィヨン。多くの属国を抱え、交易も盛んであるため経済的には安定しているが、国王オーロンは満足せず、デルフィニアの弱体化を図り、戦の機をうかがっている。

### スケニア王国
大陸の最北に位置し、寒気が厳しい。蛮風の国だといわれているが、始祖からまだ6代しか経っていないこともあって、中央ではあまり知られていない。首都はラグラン。タンガとの間に3つの小国がある。金剛石が主に産出されるが、南国で採れる真珠や紅玉などに比べると価値は低い。
住民は、首都やその付近で中央のような華やかな暮らしをする者たちと、部族ごとにまとまって戦闘員などの仕事で暮らしている先住民たちの2種類に大別される。先住民族である部族側の人間に言わせると「首都の人間の耳はいま聞いたことを忘れ、舌は頭と反対のことしか言わない」「貪るだけの豚であっても奴らよりよっぽど身持ちがいい」らしい。イヴンの育ての親であるゲオルグは部族側の出身。首都に住む上流階級の人間は金にあかせてペンタスから様々な最高級の物品を買い求めたりするなど、その羽振りの良すぎる財力は謎に包まれている。
正規軍の軍艦は中央とあまり変わらないが、部族側の船は川を遡れるように浅底で割と小型なものが多い。

### サンセベリア王国
パラストの西隣にあり、北は死の海の南岸、南は大きな山岳地帯となっている。表面上は独立国家であるが実際にはパラストの属国扱い（後にパラストとは縁を切る）。首都はヨーク。

### ペンタス
デルフィニアとパラストの国境であるテバ河の、河口付近にある島。金細工などの交易で発展してきた小国。元は大陸を支配していたことを誇りにしている。船で出入りする門は2ヶ所あり、陸からは長い橋を渡らなければ出入りできない。内部には歌姫や舞姫を頂点とする公営の遊郭も存在する。
高級な舞姫や歌姫とされる女達はそれぞれ屋敷を与えられており、自分の認めた者だけを客として扱う。なお、遊郭で暮らす女達の結束は強く、客から寝物語を装って情報を引き出すことが容易い上に、毒や薬に対する耐性もつけているので侮れない存在である。

### キルタンサス
交易品などの積荷を載せた船を襲っては資金にしていた海賊集団が寄り集まって、フリーセアの南にある群島域に興った島国。国というよりは海賊達の組合といった印象がある。島の周辺の海域を縄張りとし、その潮や風の流れを読むことに長け、船の扱いもずば抜けてうまいという東の海の覇者。前身が海賊なだけに上層部などには指名手配されている者が少なからずいる。普段はものすごく口が悪い者が多いのも特徴。イヴンが一時期所属していた海賊団のリーダーが総督を務める。

### ランタナ
パラストと東北部で国境を接している。また、西北部のやや開けたところでサンセベリアとも国境を接する。

### フリーセア
ランタナの西隣、ヴァンツァーが当初属していた里・レガがあった小国。デルフィニアからは割と離れている。アランナの婚家セレーザ家もこの国の人間だが、仕事の都合でコーラル付近に引っ越してきた。

### クラン
フリーセアの西隣にある国。

### トルーディア
クランの西隣にある国。

### マランタ
トルーディアの西隣にある国。イヴンの母・ビアンカの出身国。大陸南部の方にあるため、人々の肌は浅黒い。雪は降らないらしく、ビアンカはスーシャの冬に難儀していた模様。

## 組織

### デルフィニアの騎士団
作中では、主に以下の3つの騎士団の名が挙げられている。
ティレドン騎士団
首都コーラルと西の守りの要であるビルグナのほぼ中間にあるマレバに砦を置く騎士団。団旗は鷲が描かれる。「攻撃は最大の防御」を信条として一斉突撃に長ける。
現在の団長はバルロ、副団長はアスティン・ウェラー。アスティンはナシアスよりも8歳年長で、激しい気性を持つバルロのストッパー役を務めている。
バルロは10代後半で副団長に抜擢され、20歳になった年に、先代団長ザックスから指名されて後を継いだ。
ラモナ騎士団
西の守りを固めるべく、国境に程近いビルグナに砦を置く騎士団。団旗は白い百合が描かれる。団員数は2000人ほど。「第1は生きて戻ること」を信条に、守りの戦を得意とする。
現在の団長はナシアス、副団長はガレンス。
ナシアスは、入団当時から副団長であったパラディが退団する際に指名を受けて後任の副団長となり、その後、先代の団長だったロビンスの退団時に団長を引き継ぎ、ガレンスを副団長に指名した。
クリサンス騎士団
北部に砦を置く騎士団。現在の団長はコンフリーという男。

### ファロット一族
金をもらい殺人を請け負う暗殺集団。ファロットとは「死神」の意味でもある。国としてまとまっているわけではなく、世界各地に主に実行部隊が拠点とする「里」が存在し、全体を掌握する司令塔としてスケニアにファロット伯爵家がある。
「里」の者は一部を除いて自分たち以外の存在も、また自分たちが「ファロット」の一員であることも知らされていない。里は「宗師」と呼ばれるリーダーを頂点に、暗殺や潜入の際に使う薬草類を育て調合する者や暗殺の実行役である「行者」と呼ばれる者たち、いずれ行者となるべく訓練中の子供達などで構成される。彼らは聖霊（上層部）から下される命令を絶対のものとし、里の廃棄を命じられれば自殺するように洗脳されている。子供達は、幼い頃は男女関係なく身体能力を高める訓練や暗殺技術の基礎訓練を遊びのようにこなす。また、外見や体格が女子として通る男子がある程度成長すると、女子の名を与えられて女性の言葉遣いやしぐさを体に叩き込み、小間使いや侍女として潜入・暗殺する術を教わる。宗師は「聖霊」とのコンタクトにより仕事を請け、行者に振り分ける役も担う。行者達は宗師（ひいては上層部）からの仕事の依頼を成功させ、褒められることを至高の喜びとする忠犬のような存在であり、自分の意思を持たない人形である。
ファロット伯爵直属の行者は、里育ちの行者とは比べ物にならない技量を持ち、仕事に際しても里の者よりも多くの情報を開示されている。
司令塔たる伯爵家の代替わりは血筋によるものではなく、伯爵に引き合わせてその管理下に置いた、里を失っても命を絶たなかった行者で、「上位者の命令は絶対であり反抗してはならない」という呪縛を解いて当代の伯爵を倒した者に引き継がれる。なお、伯爵の傍で各地の宗師をまとめる上層部には「新たな伯爵となったばかりの行者が慌てたり呆然としたりすることなく、すぐに命令を下した場合、その命令に絶対服従する」という掟が存在する。故に、シェラが下した命によって一族は消滅した。
先祖霊の一種であるとされる「聖霊」を崇めており、彼らと直接顔をあわせ、言葉を交わすことは光栄なことであると言われているが、その大半は上層部の術者に使役されているただの人魂らしい。完全に自分の意思を残した者は少なく、そのごく一部が作中に登場した。彼らに言わせると、レティシアやヴァンツァーなど、リィやシェラと同じような魂を持つ者が、死後この状態になりやすいとか。この聖霊たちには、「自分達は、『月』が『太陽』と出会うまで、光にも闇にもなじめない黄昏の一族である」という内容の口伝が残されている（現世に生きる伯爵ら上層部は知らない）。

### 魔法街
デルフィニア国内にある呪術師・占い師達が寄り集まって出来た街。表と裏があり、表には貴族達が頼りにするような（裏の者に言わせれば「半端な実力を持つ」）呪術師達が住んでいるが、裏には「本物の魔法街」と呼ばれるように、とてつもない能力を秘めた者たちがひっそりと暮らしており、骸骨の案内人がいる。裏の魔法街への入り口はめったに現れないが、リィはその一角に住む老婆の下への自由な出入りを許されている。先王・ドゥルーワも1度だけ「裏」に入ったことがあるらしい。

## リィの世界にある神話
むかし昔。今世界を掌握しているラー一族（ラーデンガー）がまだ、古い神とこの世界の支配権を奪い合っていたころ。戦いの末、古い神を倒したラーは、敵の総大将である王と王子と姫以外を殺してしまった。王は闇と呼ばれており、漆黒の髪に紺碧の眼だった。王子と姫は、それぞれ太陽と月と呼ばれていた。太陽は黄金の髪に翠緑の眼。月は銀の髪に紫水晶の眼。本来第一に殺すべきであるこの3柱を生かしたのには理由があった。闇の神だけが唯一、命を産む…つまり世界を作れる神で、そのためには太陽と月が必要だったからだ。
ラーは、命の保証はするから世界を作ってくれ、と言った。王子と姫を助けるなら、と王は納得した。しかし、ラーは王を騙した。愛し合う王子と姫をむごたらしく殺したのだ。王は怒り狂い、自分の体を自ら爆発させ、「我は死ぬ。我は滅びる。だが、いずれ必ず蘇り、お前たちを残らず滅ぼす」といいながら死んでいった。ラーは今でも王たちの復活を恐れて生きている。王が爆発したときの余波でラーの大半が消滅したからだ。そして、王の爆発した亡骸が、その歪んだ怒りが、この不完全な世界となった。

## 既刊一覧

### 小説

#### 王女グリンダ
- 茅田砂胡 『王女グリンダ』 大陸書房〈Tairiku novels〉、全2巻
  1. 「デルフィニアの姫将軍」1992年2月8日初版発行、ISBN 4-8033-3860-4
  2. 「グランディスの白騎士」1992年7月5日初版発行、ISBN 4-8033-4151-6
- 茅田砂胡 『王女グリンダ』 中央公論新社〈C★NOVELSファンタジア〉、2000年8月25日初版発行、ISBN 4-12-500666-0
- 茅田砂胡 『王女グリンダ』 中央公論新社〈中公文庫〉、全2巻
  1. 「上」2007年7月25日初版発行、ISBN 4-12-204883-4
  2. 「下」2007年7月25日初版発行、ISBN 4-12-204884-2

#### デルフィニア戦記
- 茅田砂胡（著）・沖麻実也（イラスト） 『デルフィニア戦記』 中央公論新社〈C★NOVELSファンタジア〉、全22巻
  1. 「放浪の戦士」1993年10月25日初版発行、ISBN 4-12-500260-6
  2. 「黄金の戦女神」1993年11月25日初版発行、ISBN 4-12-500265-7
  3. 「白亜宮の陰影」1994年3月25日初版発行、ISBN 4-12-500276-2
  4. 「空漠の玉座」1994年6月25日初版発行、ISBN 4-12-500289-4
  5. 「異郷の煌姫」1994年12月10日初版発行、ISBN 4-12-500321-1
  6. 「獅子の胎動」1995年3月25日初版発行、ISBN 4-12-500341-6
  7. 「コーラルの嵐」1995年7月25日初版発行、ISBN 4-12-500357-2
  8. 「風塵の群雄」1995年11月25日初版発行、ISBN 4-12-500378-5
  9. 「動乱の序章」1996年3月25日初版発行、ISBN 4-12-500396-3
  10. 「憂愁の妃将軍」1996年7月25日初版発行、ISBN 4-12-500417-X
  11. 「妖雲の舞曲」1996年11月25日初版発行、ISBN 4-12-500444-7
  12. 「ファロットの誘惑」1997年3月22日初版発行、ISBN 4-12-500463-3
  13. 「闘神達の祝宴」1997年7月25日初版発行、ISBN 4-12-500482-X
  14. 「紅の喪章」1997年11月25日初版発行、ISBN 4-12-500506-0
  15. 「勝利への誘い」1998年3月25日初版発行、ISBN 4-12-500516-8
  16. 「伝説の終焉」1998年7月25日初版発行、ISBN 4-12-500544-3
  17. 「遥かなる星（トキ）の流れに 上」1998年11月25日初版発行、ISBN 4-12-500569-9
  18. 「遥かなる星（トキ）の流れに 下」1998年12月20日初版発行、ISBN 4-12-500571-0
  19. 「外伝 大鷲の誓い」2006年3月25日初版発行、ISBN 4-12-500939-2
  20. 「外伝2 コーラル城の平穏な日々」2011年3月25日初版発行、ISBN 978-4-12-501145-5
  21. 「外伝3 ポーラの戴冠式」2018年10月25日初版発行、ISBN 978-4-12-501392-3
  22. 「外伝4 国王の受難」2021年12月25日初版発行、ISBN 978-4-12-501443-2
- 茅田砂胡（著）・沖麻実也（イラスト） 『デルフィニア戦記』 中央公論新社〈中公文庫〉、全21巻
  1. 「第I部 放浪の戦士 1」2003年1月25日初版発行、ISBN 4-12-204147-3
  2. 「第I部 放浪の戦士 2」2003年2月25日初版発行、ISBN 4-12-204162-7
  3. 「第I部 放浪の戦士 3」2003年3月25日初版発行、ISBN 4-12-204173-2
  4. 「第I部 放浪の戦士 4」2003年4月25日初版発行、ISBN 4-12-204191-0
  5. 「第II部 異郷の煌姫 1」2003年6月25日初版発行、ISBN 4-12-204216-X
  6. 「第II部 異郷の煌姫 2」2003年7月25日初版発行、ISBN 4-12-204229-1
  7. 「第II部 異郷の煌姫 3」2003年8月25日初版発行、ISBN 4-12-204243-7
  8. 「第III部 動乱の序章 1」2003年11月25日初版発行、ISBN 4-12-204286-0
  9. 「第III部 動乱の序章 2」2004年1月25日初版発行、ISBN 4-12-204313-1
  10. 「第III部 動乱の序章 3」2004年3月25日初版発行、ISBN 4-12-204339-5
  11. 「第III部 動乱の序章 4」2004年5月25日初版発行、ISBN 4-12-204363-8
  12. 「第III部 動乱の序章 5」2004年7月25日初版発行、ISBN 4-12-204393-X
  13. 「第IV部 伝説の終焉 1」2005年1月25日初版発行、ISBN 4-12-204475-8
  14. 「第IV部 伝説の終焉 2」2005年3月25日初版発行、ISBN 4-12-204502-9
  15. 「第IV部 伝説の終焉 3」2005年5月25日初版発行、ISBN 4-12-204532-0
  16. 「第IV部 伝説の終焉 4」2005年7月25日初版発行、ISBN 4-12-204553-3
  17. 「第IV部 伝説の終焉 5」2005年9月25日初版発行、ISBN 4-12-204584-3
  18. 「第IV部 伝説の終焉 6」2005年11月25日初版発行、ISBN 4-12-204612-2
  19. 「外伝 大鷲の誓い」2010年3月25日初版発行、ISBN 978-4-12-205291-8
  20. 「外伝2 コーラル城の平穏な日々」2019年3月25日初版発行、ISBN 978-4-12-206705-9
  21. 「外伝3 ポーラの戴冠式」2021年12月25日初版発行、ISBN 978-4-12-207148-3
- 茅田砂胡（著）・沖麻実也（イラスト） 『デルフィニア戦記 特装版』 中央公論新社、全6巻
  1. 「デルフィニア戦記I」2019年3月25日初版発行、ISBN 978-4-12-005131-9
  2. 「デルフィニア戦記II」2019年4月25日初版発行、ISBN 978-4-12-005132-6
  3. 「デルフィニア戦記III」2019年6月25日初版発行、ISBN 978-4-12-005209-5
  4. 「デルフィニア戦記IV」2019年7月25日初版発行、ISBN 978-4-12-005134-0
  5. 「デルフィニア戦記V」2019年9月25日初版発行、ISBN 978-4-12-005135-7
  6. 「デルフィニア戦記VI」2019年10月25日初版発行、ISBN 978-4-12-005136-4

### 関連書籍
- 『デルフィニア戦記画集』2000年3月25日初版発行、ISBN 4-12-002983-2
- 『デルフィニア戦記公式ガイドブック』2016年12月10日初版発行、ISBN 978-4-12-004922-4
- 『デルフィニア戦記公式ガイドブック2』2018年11月25日初版発行、ISBN 978-4-12-005144-9
- 『デルフィニア戦記公式ガイドブック3』2019年6月25日初版発行、ISBN 978-4-12-005209-5

## 関連商品
イメージアルバム
- デルフィニア戦記 イメージ・アルバム
- デルフィニア戦記 音楽集
- デルフィニア戦記 音楽集II 〜舞台「デルフィニア戦記 動乱の序章」より〜

CDブック
- 茅田砂胡CDブック デルフィニア戦記 放浪の戦士
- 茅田砂胡CDブック デルフィニア戦記 シェラと西離宮の日々
- 茅田砂胡CDブック デルフィニア戦記 戦女神の祝福

電子書籍
- C★NOVELS Mini がんばれ、ブライスくん！　デルフィニア戦記外伝

上記のほか、『茅田砂胡 全仕事 1993-2013』にもドラマCDが付属していた。

## 舞台

### デルフィニア戦記 -第一章-
2017年1月20日 - 1月29日、天王洲 銀河劇場で上演。脚本・演出は児玉明子。
キャスト
- ウォル - 蕨野友也
- リィ - 佃井皆美
- ナシアス - 細貝圭
- イヴン - 山口大地
- バルロ - 林剛史
- ガレンス - 須藤公一
- シャーミアン - 綾那
- ドラ将軍 - 三田村賢二
- ブルクス - 大原康裕
- カリン - 大沢逸美
- フェルナン伯爵 - 小林勝也
- ペールゼン - 山本亨

### デルフィニア戦記〜動乱の序章〜
2018年12月8日 - 12月13日、渋谷区文化総合センター大和田 さくらホールで上演。演出・脚本は児玉明子。
キャスト
- ウォル - 松崎祐介（ふぉ～ゆ～）
- リィ - 佃井皆美
- バルロ - 大山真志
- ナシアス - 石田隼
- イヴン - 横井翔二郎
- マグダネル - 伊藤高史
- カリン - 美郷真也
- ブルクス - 大原康裕
- ヴァンツァー - 小松準弥
- シェラ - 林翔太(ジャニーズJr.)
- アエラ / おばば - 秋本奈緒美

### デルフィニア戦記〜獅子王と妃将軍〜
2019年6月19日 - 6月23日、東京ドームシティシアターGロッソで上演。演出・脚本は児玉明子。
キャスト
- ウォル - 松崎祐介（ふぉ～ゆ～）
- リィ - 佃井皆美
- シェラ - 林翔太(ジャニーズJr.)
- バルロ - 伊阪達也
- ナシアス - 石田隼
- イヴン - 横井翔二郎
- ジル - 星智也
- ボーシェンク - すがおゆうじ
- ブルクス - 大原康裕
- ヴァンツァー - 小松準弥
- レティシア - 湯浅雅恭
- グラハム - 五味良介
- ビスチェス - 大澤信児
- オーロン - 高橋克明

声の出演
- ファロット伯爵 - 速水奨
- ルウ - 深町寿成